# Lancillotto e Ginevra
Lancillotto e Ginevra è un film del 1974 diretto da Robert Bresson.

## Trama
Lancillotto torna alla corte di Artù, profondamente trasformato dalla fallimentare spedizione alla ricerca del Sacro Graal,  col suo contorno di brutalità ed efferatezze. Chiede a Ginevra di scioglierlo dalla promessa d'amore, per non proseguire nell'inganno del suo re, mentre nei rapporti coi suoi sodali si comporta in modo mite ed umile, cercando anche l'amicizia di chi, primo fra tutti Mordred, lo accusa di essere all'origine, con la sua sconsiderata spedizione, dei mali e del disordine che affliggono il regno.
Nel luogo dei segreti convegni tra la regina e il suo paladino è stata ritrovata una sciarpa di Ginevra, che Mordred intende utilizzare presso il re, come rivelazione della relazione adultera della moglie. Mentre Lancillotto, ferito, in Escalot, nel corso di un torneo cavalleresco, cui aveva partecipato in incognito con insegne bianche, è assente, Mordred mette in atto il suo proposito. Per ordine del re, Ginevra è rinchiusa nella torre del castello.
La sua liberazione ad opera di Lancillotto scatena un confronto con i fedeli di Artù, cui pone termine la risoluzione di Ginevra di tornare dal marito, presso cui ha interceduto, sul letto di morte, il nipote Galvano, ferito in guerra.

## Produzione
Ancora nel 1966, in una conversazione con Jean-Luc Godard, il regista accenna ad un suo futuro film sulla leggenda del Graal. Il film, nelle sue intenzioni, avrebbe dovuto essere girato in due versioni, nelle lingue dei paesi in cui la leggenda si era sviluppata - francese e inglese. Tale soluzione si suggeriva anche per affrontare gli impegni di quella che, sin da allora, si prospettava come l'operazione più ambiziosa e costosa di Bresson.
Di molto antecedente, il progetto iniziale, del 1952, avrebbe dovuto tradursi in un film in bianco e nero, interpretato per il ruolo di Ginevra da Niki de Saint-Phalle, madre della protagonista Laura Duke Condominas.

## Critica
Nella stessa intervista, Bresson proponeva una rilettura del ciclo, dalla quale fosse sottratto l'elemento fiabesco ("... le fate, Merlino."). Il suo posto, nell'influenzare e modificare la realtà fisica, i fatti della storia umana, sarebbe stato preso dai sentimenti umani. A tali propositi si attenne fedelmente, otto anni dopo, girando il film.
In un mondo dominato dal male, come in tutti gli ultimi sette film del regista, gli uomini, costretti da codici e regole, che li imprigionano come le rigide armature, il cui clangore spesso si sovrappone alle loro voci, si agitano in un ciclico esplodere di "brutalità, non senso, orrore". Inesorabilmente, l'impossibilità per Lancillotto di sottrarsi ai codici della cavalleria e dell'onore, conducono alla morte sua e del suo più fedele amico.
Poco compreso da critica e pubblico, il film risultò, comunque, nel fallimento finanziario dei produttori